# Liste der Kulturdenkmäler in Mörsdorf (Hunsrück)
In der Liste der Kulturdenkmäler in Mörsdorf sind alle Kulturdenkmäler der rheinland-pfälzischen Ortsgemeinde Mörsdorf aufgeführt. Grundlage ist die Denkmalliste des Landes Rheinland-Pfalz (Stand: 27. Oktober 2023).

## Einzeldenkmäler
| Bezeichnung                        | Lage                                                | Baujahr                            | Beschreibung | Bild                           |
| ---------------------------------- | --------------------------------------------------- | ---------------------------------- | --- | ------------------------------ |
| Kriegergedächtniskapelle           | Kastellauner Straße, Ecke Lahrer Straße Lage        | Anfang des 20. Jahrhunderts        | kleine Kapelle, Anfang des 20. Jahrhunderts; Gesamtanlage mit Tor und Hecken | weitere Bilder Fotos hochladen |
| Katholische Pfarrkirche St. Kastor | Kirchstraße 15 Lage                                 | 1768                               | barocker Saalbau, 1768, Architekt Paul Stähling, Straßburg; Gesamtanlage mit altem Friedhof und Pfarrhaus (Kirchstraße 17) | weitere Bilder Fotos hochladen |
| Kreuze                             | Kirchstraße, bei Nr. 15 auf dem alten Friedhof Lage | 17. bis 19. Jahrhundert            | drei Grabkreuze, 1622, 1806, 19. Jahrhundert; weitere Wege- und Grabkreuze, 1680, 17. und 18. Jahrhundert | weitere Bilder Fotos hochladen |
| Katholischer Pfarrhof              | Kirchstraße 17 Lage                                 | 19. Jahrhundert                    | ehemaliger katholischer Pfarrhof: Pfarrhaus, 19. Jahrhundert, Zehntscheune mit Mansarddach, 18. Jahrhundert, Bruchsteinbauten; Fachwerkscheune, 19. Jahrhundert; bauliche Gesamtanlage                                                          | Fotos hochladen                |
| Altes Rathaus                      | Kirchstraße 24 Lage                                 | 1645                               | Back- und Gemeindehaus; Fachwerkbau, teilweise massiv oder verschiefert, bezeichnet 1645 | weitere Bilder Fotos hochladen |
| Quereinhaus                        | Kirchstraße 31 Lage                                 | 19. Jahrhundert                    | Quereinhaus; Fachwerkbau, teilweise massiv, 19. Jahrhundert | Fotos hochladen                |
| Wegekreuz                          | Pohlstraße, Ecke Kastellauner Straße Lage           | 1814                               | Wegekreuz, Basalt, bezeichnet 1814, Inschrift: Gedenk der armen Selen | Fotos hochladen                |
| Wohnhaus                           | Treiser Straße 5 Lage                               | frühes 18. Jahrhundert             | Fachwerkhaus, teilweise massiv, Krüppelwalmdach, frühes 18. Jahrhundert | weitere Bilder Fotos hochladen |
| Quereinhaus                        | Treiser Straße 7 Lage                               | 1739                               | Quereinhaus; Fachwerkbau, teilweise massiv, bezeichnet 1739 | weitere Bilder Fotos hochladen |
| Quereinhaus                        | Treiser Straße 9 Lage                               | Mitte des 19. Jahrhunderts         | Quereinhaus; Fachwerkbau, verputzt, Mitte des 19. Jahrhunderts | weitere Bilder Fotos hochladen |
| Kapelle                            | Treiser Straße 19 Lage                              | 1907                               | Kapelle, Bruchsteinbau mit Backsteingliederung, 19. Jahrhundert; Wegekreuz, Basalt, bezeichnet 1652 | weitere Bilder Fotos hochladen |
| Wegekreuz                          | nordwestlich des Ortes an der L 204 Lage            | 18. Jahrhundert                    | Wegekreuz mit Konsole, Basalt, 18. Jahrhundert | BW                             |
| Meilenstein                        | nordwestlich des Ortes an der L 204 Lage            | zweite Hälfte des 19. Jahrhunderts | Meilenstein, Basalt-Obelisk, zweite Hälfte des 19. Jahrhunderts | Fotos hochladen                |
| Bildstock                          | nordwestlich des Ortes an der L 204 Lage            | 19. Jahrhundert                    | Bildstock, 19. Jahrhundert | Fotos hochladen                |
| Fettsmühle                         | südwestlich des Ortes am Mörsdorfer Bach Lage       | Mitte des 19. Jahrhunderts         | eingeschossiges Wohn- und Mühlengebäude aus Fachwerk mit Kniestock, Mitte des 19. Jahrhunderts; Reste der Mühlentechnik (u. a. Mühlrad aus Eisen); Fachwerkscheune bezeichnet 1857, Abschnitt des ehemaligen Mühlgrabens; bauliche Gesamtanlage | Fotos hochladen                |